# Xanteno

El Xanteno es un compuesto orgánico heterocíclico de color amarillo. Es soluble en éter dietílico. El xanteno se utiliza como fungicida y también es un intermedio útil en la síntesis orgánica.
Los derivados de xanteno son comúnmente referidos como xantenos, y entre otros usos son la base de una clase de colorantes que incluye la fluoresceína, eosinas, y rodaminas. Los colorantes del xanteno tienden a ser de amarillos fluorescentes, hasta rosa o azul. Muchos colorantes de xanteno se pueden preparar por condensación de los derivados de anhídrido ftálico con derivados de resorcinol o 3-aminofenol.